# Hermannia ovulum
Hermannia ovulum är en kvalsterart som först beskrevs av Haupt 1882.  Hermannia ovulum ingår i släktet Hermannia och familjen Hermanniidae. Inga underarter finns listade i Catalogue of Life.